# Ereboenis saturata
Ereboenis saturata är en fjärilsart som beskrevs av Edward Meyrick 1935. Ereboenis saturata ingår i släktet Ereboenis och familjen mott. Inga underarter finns listade i Catalogue of Life.